# The Unafraid
The Unafraid è un film muto del 1915 scritto, prodotto, diretto e montato da Cecil B. DeMille. La sceneggiatura si basa sull'omonimo romanzo di Eleanor M. Ingram pubblicato a Filadelfia nel 1913. Di genere romantico e avventuroso, ambientato in Montenegro, il film aveva come interpreti Rita Jolivet, House Peters, Page Peters, William Elmer, Lawrence Peyton, Theodore Roberts, Al Ernest Garcia, Raymond Hatton, Raymond Hatton.

## Trama
Bella, giovane e ricca, Delight Warren resta conquistata dal fascinoso Michael Balsic, un nobile montenegrino in missione segreta per l'Austria. I due innamorati decidono di sposarsi in Montenegro e partono insieme alla volta dell'Europa. All'arrivo, però, Delight viene rapita: il rapitore è Stefan, il fratello di Michael. La giovane viene portata nel castello dei Balsic e lì viene costretta a sposare Stefan. Dopo quelle nozze forzate, però, Balsic dimostra il massimo rispetto nei confronti della sposa. Si scopre così che Stefan ha voluto sottrarre Delight alle mire del fratello, che si rivela essere un individuo falso e infido, il quale aveva progettato di sposare la ragazza americana solo per impadronirsi dei suoi soldi. Oltretutto, Michael è anche un traditore della sua patria. Delight si renderà conto che è Stefan l'uomo degno del suo amore e gli resterà accanto per iniziare una nuova vita con lui.

## Produzione
Il film fu prodotto da Cecil B. DeMille (non accreditato) per la Jesse L. Lasky Feature Play Company.

## Distribuzione
Il copyright del film, richiesto dalla Jesse L. Lasky Feature Play Co., fu registrato il 20 marzo 1915 con il numero LU4770.

Distribuito dalla Paramount Pictures e presentato da Jesse L. Lasky, il film uscì nelle sale statunitensi il 1º aprile 1915.
Copia completa della pellicola si trova conservata negli archivi del George Eastman House di Rochester.